# Psammoryctides curvisetosus
Psammoryctides curvisetosus är en ringmaskart som beskrevs av Brinkhurst och Cook 1966. Psammoryctides curvisetosus ingår i släktet Psammoryctides och familjen glattmaskar. Inga underarter finns listade i Catalogue of Life.